# محمد جديد
محمد جديد (1968 - 15 أبريل 2018) هو ممثل فكاهي جزائري معروف باسم هواري بوضو ومن الممثلين الفكاهيين المشهورين بوهران الجزائر.

## أعماله
- 1998: ثلاثي امجاد
- 2003: الطماع
- 2007: عمارة الحاج لخضر 1
- 2008: عمارة الحاج لخضر 2
- 2008: يوميات زربوط
- 2009: عمارة الحاج لخضر 3
- 2009: الجزاير امام مصر
- 2009: وجه لوجه
- 2009: سوق الحاج لخضر
- 2010: اورو جا
- 2010: دار المكي
- 2010: رونالدينهو
- 2012: بدون تاشيرة
- 2012: العيد فبلاد
- 2013-2016 بوضو
- 2013: دار الجيران
- 2013: السر
- 2014: القيامة
- 2015: الماسة
- 2016: غاع نعيدو
- 2016: فاميليا هبال
- 2017: حمودة و العيادة
- 2017: الحافلات[بحاجة لمصدر]

## تكريمه
تم تكريمية تقديرا لأعماله رفقة زملائه ضمن ثلاثي الامجاد (بختة بن ويس و عبد القادر) خلال الطبعة العاشرة لمهرجان وهران الدولي للفيلم العربي.

## وفاته
توفي بعد عودته من رحلة علاجية إلى فرنسا يوم 15 أبريل 2018.